# Hôtel de Joannis de Verclos
L' Hôtel de Joannis de Verclos est un bâtiment à Avignon, dans le département de Vaucluse.

## Histoire
Le prix-fait de cette vaste maison avec une façade sur trois plans sur la place de la Principale a été donné le 31 octobre 1686 au maçon Pierre Army et au menuisier Jean-André Souchon par Charles-Joseph de Joannis, marquis de Verclos. L'hôtel a probablement été construit sur les plans de l'architecte Louis-François de Royers de La Valfenière.
La famille descend des seigneurs de Giovani originaires de Florence qui ont pris le nom de Joannis en s'établissant en Provence. Le premier à venir à Avignon est Léon de Joannis, vers 1420. Il y a acheté une maison. Il a été premier syndic de la noblesse quatre fois, la première en 1449. Après sa mort, c'est son frère Raymond qui est venu de Florence pour recueillir la succession. Il est mort à Avignon en 1498. Son fils, Pierre de Joannis s'est marié en 1500 avec Marguerite de Nostradamus, cousin de Nostradamus. C'est Pierre II de Joannis qui a acquis en 1640 la terre et seigneurie de Verclos dans la principauté d'Orange, pour laquelle il a prêté hommage au prince d'Orange-Nassau le 13 février 1641.
Des travaux ou réparations en 1726 et 1748 sous la direction de Jean-Baptiste Franque.

## Protection
La façade sur rue et la toiture de l'hôtel ont été inscrites au titre des monuments historiques le 28 octobre 1949.